# 千葉市立弥生小学校
千葉市立弥生小学校（ちばしりつ やよいしょうがっこう）は、千葉県千葉市稲毛区にある公立小学校。

## 所在地
- 〒263-0022 千葉市稲毛区弥生町3-18

## 教育目標
豊かな心と学ぶ意欲をもちたくましく生きる子どもの育成

## 歴史
- 1953年（昭和28年）4月1日 - 登戸小学校から分離し、開校[1][2]。
- 1956年（昭和31年） - 轟町小学校が分離。
- 1964年（昭和39年） - 緑町小学校が分離。
- 2009年（平成21年） - 30人31脚の全国大会で準優勝[3]。

## 通学区域
| 通学区域                       | 主な施設                 |
| ------------------------------ | ------------------------ |
| 稲毛区弥生町(1番144号を除く)   | 千葉大学                 |
| 中央区松波1～4丁目             | 千葉県立千葉商業高等学校 |
| 稲毛区黒砂台3丁目              | 西千葉公園               |
| 稲毛区小仲台1丁目(5番12号のみ) | 特になし                 |